# Križarka razreda Oasis
Križarka razreda Oasis (prej Projekt Genesis)) je razred treh križarskih ladij, ki so največje potniške ladje na svetu. Dve sta že zgrajeni Oasis of the Seas (2009) in Allure of the Seas (2010)Z ladjami operira križarska družba Royal Caribbean.
Ladji je zgradilo podjetje STX Europe (prej Aker Yards) v finski ladjedelnici Turku. Ladje razreda Oasis so precej večje od prej največjih ladij razreda Freedom. Širše so za 8,5 metrov, GT tonaža je 45% večja in sicer 225.282 in lahko prevažajo 5400 potnikov. Izpodriv ladje je okrog 100.000 ton, primerljivo s superletalonosilko razreda Nimitz.
Pri načrtovanju so izbrali širok trup za stabilnost, namesto velikega ugreza. Ugrez je okrog 9 metrov, relativo majhen v primerjavi z višino ladje. 
Moč za pogon ladje in generiranje elektrike zagotavlja šest srednjehitrostnih dizel motorjev: Trije 16-valjni Wärtsilä 16V46D, 18860 kW (25290 KM) vsak in trije podobni 12-valjni  Wärtsilä 12V46D  13860 kW  (18590 KM) vsak. Poraba goriva pri polni moči je 5210 litrov za en 16-valjni motor in 3910 litrov za 12-valjni motor. Skupna moč je 97020 kW (130.110 KM). Mehansko moč motorjev pretvorijo električni generatorji, ki poganjajo električne sisteme na ladji in tri pogonske Azipode z močjo  20.000-kW (26.800 KM) vsak. Ker se azipodi lahko gibajo ni potrebno smerno krmilo. V pristaniščih jim pomagajo štirje stranski potisniki 5500-kW (7.380 KM) vsak. Na ladji je 18 reševalnih čolnov s kapaciteto 370 vsak, skupaj za 6.660 ljudi.

## Tehnične karakteristike
- Tip: Križarka
- Tonaža: 225.282–227.700 GT
- Izpodriv: okrog 100.000 ton
- Dolžina: 360 m (1181 ft)
- Širina: 47 m (154 ft), 60,5 m (198 ft) nadstruktura
- Višina: 72 m (236 ft) nad nivojem morja
- Ugrez: 	9.3 m (31 ft)
- Število nadstropij: 16 potniških
- Motorji: 3 × Wärtsilä 12V46D, 13.860 kW (18.590 KM) vsak

3 × Wärtsilä 16V46D, 18.480 kW (24.780 KM) vsak
- Pogon: 	3 × 20 MW ABB Azipod, azimutni v vse smeri
- Hitrost: 22,6 knots (41,9 km/h; 26 mph)[5]
- Kapaciteta potnikov: 5400 potnikov; 6296 skupaj
- Kapaciteta posadke: 2100-2400

Tretja ladja razreda naj bi plula leta 2016 in po dimenzijah malce večja.
Rezanje železa za tretjo ladjo se je začelo 23. septembra 2013, nova ladja bo imela gros tonažo 227.700 GT, dolga bo 362,15 metrov s kapaciteto 6.360 potnikov. Cena nove ladje bo približno 1 milijarda evrov (US$1,35 milijard). Obstaja tudi možnost četrte ladje.